# 趙彦昭
趙 彦昭（ちょう げんしょう、生没年不詳）は、唐代の官僚・政治家。字は奐然。本貫は甘州張掖県。

## 経歴
右台侍御史の趙武孟の子として生まれた。若くして文章で名を知られた。進士に及第し、南部県尉に任じられた。郭元振・薛稷・蕭至忠と仲が良かった。新豊県丞から左台監察御史となった。景龍3年（709年）、中書侍郎・同中書門下三品（宰相）に累進し、修国史を兼ね、修文館学士をつとめた。景龍4年（710年）、金城公主が吐蕃のティデ・ツクツェンのもとに降嫁することになると、彦昭は中宗の命を受けてその使節をつとめることになった。彦昭は国外に出ているあいだに権寵を失うことを恐れて、その任を喜ばなかった。彦昭は司農寺卿の趙履温と語り合い、趙履温がひそかに安楽公主を通じて彦昭を留めるよう密奏すると、中宗は左驍衛大将軍の楊矩を彦昭の代わりに吐蕃に行かせることとした。
景雲元年（同年）6月、睿宗が復位すると、彦昭は絳州刺史となり、中書侍郎となった。7月、宋州刺史として出された。罪に連座して帰州刺史に左遷された。まもなく涼州都督に転じた。その統治は清廉かつ厳正で、将士以下はみな慄然とした。再び宋州刺史となり、入朝して吏部侍郎となり、さらに刑部尚書・関内道持節巡辺使・検校左御史大夫をつとめた。
先天2年（713年）、蕭至忠らが殺害されると、彦昭は功により刑部尚書となり、耿国公に封じられた。彦昭は巫女の趙五娘と結託していたことを殿中侍御史の郭震に弾劾された。まもなく姚崇が入朝して宰相となると、彦昭は姚崇に憎まれて、江州別駕に左遷された。のちに死去した。

## 伝記資料
- 『旧唐書』巻92 列伝第42
- 『新唐書』巻123 列伝第48